# Лізбен (округ Вокеша, Вісконсин)
Лізбен (англ. Lisbon) — місто (англ. town) в США, в окрузі Вокеша штату Вісконсин. Населення — 10 477 осіб (2020).

## Демографія
Згідно з переписом 2010 року, у місті мешкало 10 157 осіб у 3714 домогосподарствах у складі 3052 родин. Було 3815 помешкань
Расовий склад населення:
| - 97,6 % — білих - 0,7 % — азіатів - 0,4 % — корінних американців - 0,3 % — чорних або афроамериканців - 0,1 % — вихідців з тихоокеанських островів |

До двох чи більше рас належало 0,8 %. Частка іспаномовних становила 1,4 % від усіх жителів.
За віковим діапазоном населення розподілялося таким чином: 24,9 % — особи молодші 18 років, 60,9 % — особи у віці 18—64 років, 14,2 % — особи у віці 65 років та старші. Медіана віку мешканця становила 44,5 року. На 100 осіб жіночої статі у місті припадало 101,3 чоловіків;  на 100 жінок у віці від 18 років та старших — 98,4 чоловіків також старших 18 років.
Середній дохід на одне домашнє господарство  становив 112 299 доларів США (медіана — 89 635), а середній дохід на одну сім'ю — 128 756 доларів (медіана — 103 958). Медіана доходів становила 71 037 доларів для чоловіків та 50 678 доларів для жінок. За межею бідності перебувало 2,6 % осіб, у тому числі 2,9 % дітей у віці до 18 років та 5,3 % осіб у віці 65 років та старших.
Цивільне працевлаштоване населення становило 5747 осіб. Основні галузі зайнятості: виробництво — 23,7 %, освіта, охорона здоров'я та соціальна допомога — 19,7 %, роздрібна торгівля — 11,9 %, науковці, спеціалісти, менеджери — 8,1 %.